# Woblink
Woblink – pierwsza polska platforma z e-bookami i czytnikami, założona w 2010 roku w Krakowie. Jest częścią Grupy Wydawniczej Znak.

## Historia
Woblink to pierwsza polska platforma wydawnicza oraz księgarnia internetowa, służąca do przeglądania i kupowania e-booków. Jej pomysłodawcą był Robert Chojnacki – redaktor naczelny Wydawnictwa Otwartego, pod które podlega Woblink. Prace nad platformą rozpoczęły się już w marcu 2010 roku, a 6 grudnia 2010 roku została ona oficjalnie uruchomiona. Początkowo  była dostępna tylko dla urządzeń z firmy Apple, ale z czasem oferta została rozszerzona o systemy Android, Blackberry i Windows. 
Woblink postawił na innowacyjne rozwiązania technologiczne, takie jak możliwość pobierania darmowych fragmentów, dostosowywania rodzaju fontów, jasności oraz wyboru trybu nocnego. Ponadto użytkownicy mogą również zaznaczać fragmenty czytanych książek i udostępniać je dalej, a także sporządzać własne notatki.  
Woblink jest współorganizatorem akcji Czytaj PL, która polega na udostępnianiu darmowych bestsellerów w postaci e-booków. W 2015 roku dzięki aplikacji stworzonej przez Woblinka do akcji dołączyły również audiobooki oraz komiksy, a dostęp do darmowych książek można było uzyskać poprzez zaproszenie nowych uczestników. Nie było już wymagane zeskanowanie kodu kreskowego, co pozwoliło na zwiększenie zasięgu akcji. 